# آراشی
آراشی (به ژاپنی: 嵐) نام یک گروه موسیقی محبوب در کشور ژاپن است. اعضای این گروه را ۵ پسر تشکیل می‌دهند و زیر نظر دفتر جانیز فعالیت می‌کنند. شروع فعالیت این گروه در سوم نوامبر ۱۹۹۹ میلادی در شهر هونولولو در هاوایی بوده‌است.

## اعضای گروه
| نام              | به ژاپنی                    | زادروز                  | موقعیت                             |
| ---------------- | --------------------------- | ----------------------- | ---------------------------------- |
| ساتوشی اونو      | 大野 智، Ōno Satoshi        | ۲۶ نوامبر ۱۹۸۰ ‏(۴۴ سال) | رهبر گروه، خواننده، ترانه‌سرا، رقاص |
| شو ساکورایی      | 櫻井 翔 Sakurai Shō         | ۲۵ ژانویهٔ ۱۹۸۲ ‏(۴۳ سال) | خواننده، ترانه‌سرا، رقاص، رپیست     |
| ماساکی آیبا      | 相葉 雅紀 Aiba Masaki       | ۲۴ دسامبر ۱۹۸۲ ‏(۴۲ سال) | خواننده، ترانه‌سرا، رقاص            |
| کازوناری نینومیا | 和也 二宮 Kazunari Ninomiya | ۱۷ ژوئن ۱۹۸۳ ‏(۴۱ سال)   | خواننده، ترانه‌سرا، رقاص            |
| جون ماتسوموتو    | 松本 潤، Matsumoto Jun      | ۳۰ اوت ۱۹۸۳ ‏(۴۱ سال)    | خواننده، ترانه‌سرا، رقاص            |

## جوایز
گروه آراشی تا به حال دو بار از مراسم سالیانه موسیقی بیلبورد ژاپن جایزه دریافت کرده‌است. مراسم اعطای جایزه از طرف بیلبورد ژاپن برگزار می‌شود.
| ۲۰۱۰ | "Troublemaker (Arashi song)\|Troublemaker" | صد تک‌آهنگ محبوب سال  | برنده |
| ۲۰۱۰ | "Troublemaker (Arashi song)\|Troublemaker" | صد تک‌آهنگ پرفروش سال | برنده |

جایزه دیسک طلایی ژاپن نیز یکی از مراسم اعطای جایزهٔ سالیانه است که توسط انجمن صنعت ضبط ژاپن برگزار می‌شود و در سال ۱۹۸۷ میلادی تأسیس شده‌است. گروه آراشی تا به حال ۲۲ بار در این مراسم جایزه دریافت کرده‌است.
| ۲۰۰۸ | "Love So Sweet"                                                      | بهترین ده تک‌آهنگ محبوب سال | برنده |
| ۲۰۰۹ | "Truth/Kaze no Mukō e"                                               | تک‌آهنگ سال                 | برنده |
| ۲۰۰۹ | "Truth/Kaze no Mukō e"                                               | ده تک‌آهنگ محبوب سال        | برنده |
| ۲۰۰۹ | One Love"                                                            | بهترین ده تک‌آهنگ محبوب سال | برنده |
| ۲۰۰۹ | Beautiful Days"                                                      | بهترین ده تک‌آهنگ محبوب سال | برنده |
| ۲۰۰۹ | Summer Tour 2007 Final Time                                          | بهترین ویدئوی موسیقی       | برنده |
| ۲۰۱۰ | Arashi                                                               | هنرمند سال                 | برنده |
| ۲۰۱۰ | "Believe/Kumorinochi, Kaisei"                                        | بهترین تک‌آهنگ سال          | برنده |
| ۲۰۱۰ | "Believe/Kumorinochi, Kaisei"                                        | بهترین پنج تک‌آهنگ سال      | برنده |
| ۲۰۱۰ | Ashita no Kioku/Crazy Moon"                                          | بهترین پنج تک‌آهنگ سال      | برنده |
| ۲۰۱۰ | Everything"                                                          | بهترین پنج تک‌آهنگ سال      | برنده |
| ۲۰۱۰ | My Girl"                                                             | بهترین پنج تک‌آهنگ سال      | برنده |
| ۲۰۱۰ | All the Best! ۱۹۹۹–۲۰۰۹                                              | آلبوم سال                  | برنده |
| ۲۰۱۰ | All the Best! ۱۹۹۹–۲۰۰۹                                              | بهترین پنج آلبوم محبوب سال | برنده |
| ۲۰۱۰ | Arashi Around Asia 2008 in Tokyo                                     | بهترین ویدئوی موسیقی       | برنده |
| ۲۰۱۰ | 5x10 All the Best! Clips 1999–2009                                   | بهترین ویدئوی موسیقی       | برنده |
| ۲۰۱۱ | Arashi                                                               | هنرمند سال                 | برنده |
| ۲۰۱۱ | Boku no Miteiru Fūkei                                                | آلبوم سال                  | برنده |
| ۲۰۱۱ | Boku no Miteiru Fūkei                                                | بهترین پنج تک‌آهنگ سال      | برنده |
| ۲۰۱۱ | Troublemaker"                                                        | بهترین پنج تک‌آهنگ سال      | برنده |
| ۲۰۱۱ | Monster"                                                             | بهترین پنج تک‌آهنگ سال      | برنده |
| ۲۰۱۱ | Arashi Anniversary Tour 5x10                                         | بهترین ویدئوی موسیقی       | برنده |
| ۲۰۱۲ | Beautiful World                                                      | بهترین پنج آلبوم سال       | برنده |
| ۲۰۱۲ | Arashi 10–11 Tour "Scene": Kimi to Boku no Miteiru Fūkei – Stadium   | بهترین ویدئوی موسیقی       | برنده |
| ۲۰۱۲ | Arashi 10–11 Tour "Scene": Kimi to Boku no Miteiru Fūkei – Dome plus | بهترین ویدئوی موسیقی       | برنده |

جوایز آکادمی درام تلویزیونی
جایزهٔ آکادمی درام تلویزیونی یک بخش از مراسم اعطای جایزهٔ درام‌های تلویزیونی ژاپن است که از طرف مجله تلویزیون The Television برگزار می‌شود. تا به حال چندین بار جایزه برتر این رقابت به گروه آراشی تعلق گرفته‌است.
| ۲۰۰۱ | Jidai"                        | بهترین آهنگ متن | برنده    |
| ۲۰۰۲ | "A Day in Our Life"           | بهترین آهنگ متن | نامزدشده |
| ۲۰۰۳ | Kotoba Yori Taisetsu na Mono" | بهترین آهنگ متن | نامزدشده |
| ۲۰۰۴ | Hitomi no Naka no Galaxy"     | بهترین آهنگ متن | نامزدشده |
| ۲۰۰۷ | "We Can Make It!"             | بهترین آهنگ متن | نامزدشده |
| ۲۰۰۷ | Happiness"                    | بهترین آهنگ متن | نامزدشده |
| ۲۰۰۸ | Beautiful Days"               | بهترین آهنگ متن | برنده    |
| ۲۰۰۹ | Ashita no Kioku"              | بهترین آهنگ متن | برنده    |
| ۲۰۰۹ | My Girl"                      | بهترین آهنگ متن | نامزدشده |
| ۲۰۱۰ | Troublemaker"                 | بهترین آهنگ متن | نامزدشده |
| ۲۰۱۰ | Monster"                      | بهترین آهنگ متن | برنده    |
| ۲۰۱۰ | Love Rainbow"                 | بهترین آهنگ متن | برنده    |
| ۲۰۱۱ | "Hatenai Sora"                | بهترین آهنگ متن | برنده    |

## آثار موسیقی
| آلبوم‌های استودیویی - ۲۰۰۱٫۰۱٫۲۴: Arashi No.1 Ichigou: Arashi wa Arashi o Yobu! - ۲۰۰۲٫۰۷٫۱۷: Here We Go! - ۲۰۰۳٫۰۷٫۰۹: How's It Going? - ۲۰۰۴٫۰۷٫۲۱: Iza, Now! - ۲۰۰۵٫۰۸٫۰۳: One - ۲۰۰۶٫۰۷٫۰۵: ARASHIC - ۲۰۰۷٫۰۷٫۱۱: Time - ۲۰۰۸٫۰۴٫۲۳: Dream "A" Live - ۲۰۱۰٫۰۸٫۰۴: Boku no Miteiru Fūkei - ۲۰۱۱٫۰۷٫۰۶: Beautiful World تألیف آلبوم - ۲۰۰۲٫۰۵٫۱۶: Arashi Single Collection 1999–2001 - ۰۲۰۰۴٫۱۱٫۱۰: 5x5 The Best Selection of ۲۰۰۲–۲۰۰۴ - ۲۰۰۹٫۰۸٫۱۹: All the BEST! ۱۹۹۹–۲۰۰۹ DVD - ۲۰۰۰٫۰۶٫۲۸: Suppin' Arashi First Concert 2000 - ۲۰۰۲٫۰۶٫۱۲: ALL or NOTHING - ۲۰۰۳٫۰۶٫۲۵: Pika☆nchi: Life is Hard Dakedo Happy - ۲۰۰۳٫۱۲٫۱۷: How's it going? SUMMER CONCERT 2003 - ۲۰۰۴٫۰۲٫۱۸: Making of Pika☆nchi Life is Hard Dakedo Happy - ۲۰۰۴٫۱۰٫۲۰: Pika☆☆nchi Life is Hard Dakara Happy - ۲۰۰۵٫۰۱٫۰۱: 2004 Arashi! Iza, Now Tour!! - ۲۰۰۶٫۱۱٫۰۱: C x D x G no Arashi Vol. 1 & 2 - ۲۰۰۷٫۱۰٫۰۳: Kiiroi Namida - ۲۰۰۷٫۰۵٫۲۳: ARASHI AROUND ASIA Thailand-Taiwan-Korea - ۲۰۰۷٫۱۰٫۱۷: ARASHI AROUND ASIA + in DOME - ۲۰۰۸٫۰۴٫۱۶: SUMMER TOUR 2007 FINAL Time ~Kotoba no Chikara~ - ۲۰۰۹٫۰۳٫۲۵: ARASHI AROUND ASIA 2008 in TOKYO - ۲۰۰۹٫۱۰٫۲۸: 5x10 All the BEST! CLIPS 1999-2009 - ۲۰۱۰٫۰۴٫۰۷: ARASHI Anniversary Tour 5x10 - ۲۰۱۰٫۰۶٫۰۲: Saigo no Yakusoku - ۲۰۱۱٫۰۱٫۲۶: ARASHI 10x11 TOUR "Scene"~Kimi to Boku no Miteiru Fūkei~ STADIUM - ۲۰۱۱٫۰۶٫۱۵: ARASHI 10x11 TOUR "Scene"~Kimi to Boku no Miteiru Fūkei~ DOME - ۲۰۱۲٫۰۵٫۲۳: ARASHI LIVE TOUR Beautiful World | تک‌آهنگ‌ها - ۱۹۹۹٫۱۱٫۰۳: A.RA.SHI - ۲۰۰۰٫۰۴٫۰۵: SUNRISE Nippon/HORIZON - ۲۰۰۰٫۰۷٫۱۲: Typhoon Generation - ۲۰۰۰٫۱۱٫۰۸: Kansha Kangeki Ame Arashi - ۲۰۰۱٫۰۴٫۱۸: Kimi no Tame ni Boku ga Iru - ۲۰۰۱٫۰۸٫۰۱: Jidai - ۲۰۰۲٫۰۲٫۰۶: a Day in Our Life - ۲۰۰۲٫۰۴٫۱۷: Nice na Kokoroiki - ۲۰۰۲٫۱۰٫۱۷: PIKA*NCHI - ۲۰۰۳٫۰۲٫۱۳: Tomadoi Nagara - ۲۰۰۳٫۰۹٫۰۳: Hadashi no Mirai / Kotoba Yori Taisetsu na Mono - ۲۰۰۴٫۰۲٫۱۸: PIKA**NCHI DOUBLE - ۲۰۰۴٫۰۸٫۱۸: Hitomi no Naka no Galaxy/Hero - ۲۰۰۵٫۰۳٫۲۳: Sakura Sake - ۲۰۰۵٫۱۱٫۱۶: WISH - ۲۰۰۶٫۰۵٫۱۷: Kitto Daijoubu - ۲۰۰۶٫۰۸٫۰۲: Aozora Pedal - ۲۰۰۷٫۰۲٫۲۱: Love so sweet - ۲۰۰۷٫۰۵٫۰۲: We can make it! - ۲۰۰۷٫۰۹٫۰۵: Happiness - ۲۰۰۸٫۰۲٫۲۰: Step and Go - ۲۰۰۸٫۰۶٫۲۵: One Love - ۲۰۰۸٫۰۸٫۲۰: Truth/Kaze no Mukou e - ۲۰۰۸٫۱۱٫۰۵: Beautiful days - ۲۰۰۹٫۰۳٫۰۴: Believe/Kumorinochi, kaisei - ۲۰۰۹٫۰۵٫۲۷: Ashita no Kioku/Crazy Moon~Kimi wa Muteki - ۲۰۰۹٫۰۷٫۰۱: Everything - ۲۰۰۹٫۱۱٫۱۱: My Girl - ۲۰۱۰٫۰۳٫۰۳: Troublemaker - ۲۰۱۰٫۰۵٫۱۹: Monster - ۲۰۱۰٫۰۷٫۰۷: To be free - ۲۰۱۰٫۰۹٫۰۸: Løve Rainbow - ۲۰۱۰٫۱۰٫۰۶: Dear Snow - ۲۰۱۰٫۱۱٫۱۰: Hatenai Sora - ۲۰۱۱٫۰۲٫۲۳: Lotus - ۲۰۱۱٫۱۱٫۰۲: Meikyu Love Song - ۲۰۱۲٫۰۳٫۰۷: Wild at Heart - ۲۰۱۲٫۰۵٫۰۹: Face Down - ۲۰۱۲٫۰۶٫۰۶: Your Eyes |

## فعالیت‌ها
| فیلم/درام - ۲۰۰۰: V no Arashi [سریال تلویزیونی] - ۲۰۰۲. Pika☆nchi: Life is Hard Dakedo Happy [فیلم] - ۲۰۰۴: Pika☆☆nchi: Life is Hard Dakara Happy [فیلم] - ۲۰۰۷: Kiiroi Namida [فیلم] - ۲۰۱۰: Saigo no Yakusoku (The Last Promise) [فیلم تلویزیونی] برنامه‌های تلویزیونی - ۲۰۰۱–۲۰۰۲: Mayonaka no Arashi کلاً (۳۸ قسمت) - ۲۰۰۲–۲۰۰۴: Nama Arashi - ۲۰۰۲–۲۰۰۳: C no Arashi (کلاً ۵۰ قسمت) - ۲۰۰۳–۲۰۰۵: D no Arashi (کلاً ۱۱۶ قسمت) - ۲۰۰۴–۲۰۰۵: Arashi no Waza-ari (کلاً ۵۰ قسمت) - ۲۰۰۵–۲۰۰۶: G no Arashi (کلاً ۵۱ قسمت) - ۲۰۰۵–۲۰۰۷: Mago Mago Arashi (کلاً ۱۲۵ قسمت) - ۲۰۰۶٫۰۹٫۲۶: Odoroki no Arashi SP 1 - ۲۰۰۶–۲۰۱۰: Arashi no Shukudai-kun (کلاً ۱۴۸ قسمت) - ۲۰۰۷٫۰۳٫۲۳: Odoroki no Arashi SP 2 - ۲۰۰۷٫۱۰٫۱۱: Odoroki no Arashi SP 3 - ۲۰۰۷–۲۰۰۸: Golden Rush Arashi (کلاً ۲۳ قسمت) - ۰۶. ۲۰۰۸٫۰۴: Odoroki no Arashi SP 4 - ۲۰۰۸٫۱۲٫۲۸: Odoroki no Arashi SP 5 - ۲۰۰۸-در حال ادامه: Himitsu no Arashi-chan - ۲۰۰۸-در حال ادامه: VS Arashi - ۲۰۱۰-در حال ادامه: Arashi ni Shiyagare | کنسرت‌ها - ۲۰۰۰: Suppin Arashi First Concert - ۲۰۰۰: Arashi Summer Concert - ۲۰۰۱: Arashi Spring Concert - ۲۰۰۱: Arashi All Arena Tour Join the Storm Nagoya, Osaka, Yokohama - ۲۰۰۲: Here We Go! - ۲۰۰۲: Arashi Storm Concert: Atarashi Arashi - ۲۰۰۳: How’s It Going? - ۲۰۰۳: Winter Concert 2003-2004 - ۲۰۰۴: D no Arashi Concert Special - ۲۰۰۴: Iza, Now! - ۲۰۰۵: ONE Sumner Concert Tour - ۲۰۰۶: ARACHIC ARASHIC ARASICK Cool and Soul Summer Concert - ۲۰۰۶: Arashi First Concert in Taipei - ۲۰۰۶: You Are My Seoul, Soul (First Concert in Korea) - ۲۰۰۷: Arashi Around Asia (Homecoming Concert) - ۲۰۰۷: Arashi Around Asia + in Dome - ۲۰۰۷: Time - Kotoba no Chikara (The Power of Words) Summer Tour - ۲۰۰۸: Arashi Marks 2008 Dream-A-Live - ۲۰۰۸: Arashi Around Asia 2008 - ۲۰۰۹~۲۰۱۰: Arashi Anniversary Tour 5X10 - ۲۰۱۰~۲۰۱۱: Arashi 10x11 Tour "Scene"~Kimi to Boku no Miteiru Fūkei~ - ۲۰۱۱~۲۰۱۲: Arashi Beautiful World Live Tour |